# Ренслер (Мисури)
Ренслер (енгл. Rensselaer) град је у америчкој савезној држави Мисури.

## Демографија
По попису из 2010. године број становника је 228, што је 83 (57,2%) становника више него 2000. године.
| Група             | 2000.       | 2010.       |
| Белци             | 140 (96,6%) | 227 (99,6%) |
| Афроамериканци    | 0 (0,0%)    | 0 (0,0%)    |
| Азијати           | 0 (0,0%)    | 0 (0,0%)    |
| Хиспаноамериканци | 5 (3,4%)    | 1 (0,4%)    |
| Укупно            | 145         | 228         |